# 복도

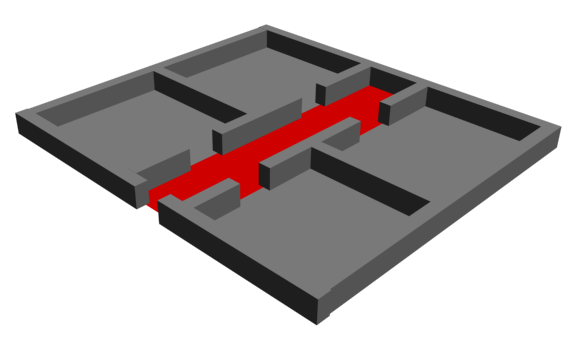
복도

복도(複道)는 건물 내부·외부에 존재하는 통로이다. 객실을 연결하기 위해 존재이며, 안뜰을 둘러싸도록 만들어진 것은 회랑이라고 부른다. 복도는 일반적으로 길고 좁다.
복도는 화재 발생 시 건물에서 대피할 수 있고 휠체어를 탄 사람들이 이동할 수 있도록 충분히 넓어야 한다. 복도의 최소 너비는 건축법에 따라 결정된다. 미국에서 주택의 최소 너비는 36인치(910mm)이다. 학교나 병원과 같이 교통량이 많은 환경에서는 복도가 더 넓다.
1597년 존 소프(John Thorpe)는 여러 개의 연결된 방을 각각 별도의 문으로 접근할 수 있는 복도를 따라 있는 방으로 교체한 최초의 건축가이다.